# Karlebo (plaats)
Karlebo is een plaats en een voormalige gemeente in Denemarken.

## Voormalige gemeente
De oppervlakte bedroeg 40,0 km². De gemeente telde 19.163 inwoners waarvan 9316 mannen en 9847 vrouwen (cijfers 2005). Hoofdplaats van de gemeente was de plaats Kokkedal.
Op 1 januari 2007 is de gemeente overgegaan in de nieuw gevormde gemeente Fredensborg.

## Plaats
Karlebo is een gehucht ten noorden van weg 19 en telt minder dan 200 inwoners.